# Polycope profundiclathrata
Polycope profundiclathrata is een mosselkreeftjessoort uit de familie van de Polycopidae. De wetenschappelijke naam van de soort is voor het eerst geldig gepubliceerd in 1992 door Hartmann.